# Arbetarpartiet (Nederländerna)
Arbetarpartiet (nederländska: Partij van de Arbeid, PvdA) är ett socialdemokratiskt parti i Nederländerna, bildat den 9 februari 1946 genom samgående mellan tre partier: Socialdemokratiska arbetare-partiet, det Frisinnade Demokratiska Förbundet och Kristdemokratiska Unionen. Det nybildade partiet drog även till sig medlemmar från den katolska motståndsgruppen Christofor och från de protestantiska partierna Kristliga Historiska Unionen och Antirevolutionära partiet.
PvdA har allt sedan bildandet varit ett av de största partierna i Nederländerna och ofta i regeringsställning. Åren 2007-2010 ingick PvdA i koalitionsregering med Kristdemokratisk appell och Kristliga Unionen.
I parlamentsvalen har partiet en valteknisk samverkan med Grön vänster, som inleddes under regeringsförhandlingarna 2021–2022 som en motkraft till regeringen.
PvdA är medlem av Europasocialisterna och Socialistinternationalen. Partiets ungdomsförbund heter Jonge Socialisten.

## Lista över partiledare
| Namn             | Tillträdde        | Avgick            | Anmärkning                                              |
| ---------------- | ----------------- | ----------------- | ------------------------------------------------------- |
| Willem Drees     | 9 februari 1946   | 22 december 1958  | Premiärminister 1948-1958                               |
| Jaap Burger      | 22 december 1958  | 16 september 1962 |                                                         |
| Anne Vondeling   | 25 september 1962 | 13 september 1966 |                                                         |
| Joop den Uyl     | 13 september 1966 | 21 juli 1986      | Premiärminister 1973-1977                               |
| Wim Kok          | 21 juli 1986      | 15 december 2001  | Premiärminister 1994-2002                               |
| Ad Melkert       | 15 december 2001  | 16 maj 2002       |                                                         |
| Wouter Bos       | 17 november 2002  | 25 april 2010     | Biträdande premiärminister och finansminister 2007-2010 |
| Job Cohen        | 25 april 2010     | 20 februari 2012  |                                                         |
| Diederik Samsom  | 17 mars 2012      | 10 december 2016  |                                                         |
| Lodewijk Asscher | 10 december 2016  | 14 januari 2021   |                                                         |
| Lilianne Ploumen | 23 januari 2021   | 12 april 2022     |                                                         |

## Fotnoter
1. ↑  Nederländska wikipedia